# 水仙杜鹃
水仙杜鹃（学名：Rhododendron sargentianum），为杜鹃花科杜鹃花属下的一个植物种。